# Atheta kansana
Atheta kansana är en skalbaggsart som beskrevs av Thomas Casey 1911. Atheta kansana ingår i släktet Atheta och familjen kortvingar. Inga underarter finns listade i Catalogue of Life.